# Ji-In Cho
Ji-In Cho (Germany , Alemanha , 30 de dezembro de 1976) é uma cantora alemã de ascendência coreana. Ela se tornou famosa como a cantora da banda de metal Krypteria, que surgiu no show de talentos Fame Academy.

## Biografia
Com seis anos de idade, Ji-In Cho começou com aulas de piano. Mais tarde, ela estudou música na Universidade de Colónia de Música e Teologia na Universidade de Colônia.
Em 2000, sem sucesso, participou da primeira temporada do show de talentos Popstars. Em 2003, ela participou do show de talentos Fame Academy. Para esse show, ela fez um cover de Alanis Morissette como cantora da banda Become One. Após dois singles e um álbum, a banda se separou em 25 de julho de 2004.
Ji-In, já em 2003, reuniu-se com o guitarrista In Cho Christoph Siemons e o baterista Michael "SC" Kuschnerus no projeto musical Krypteria, para o Fame Academy. No início de 2005, ela juntou forças com o baixista Frank Stummvoll para completar a banda de rock Krypteria.

## Discografia solo
- October 2003: Ironic (Single; Sony/BMG)